# جبرين (حلب)
جبرين قرية سورية تقع في شرق حلب بالقرب من المطار الدولى لحلب. وتبعد عن مركز مدينة حلب 10 كيلومتر ويحيط بها المنطقة الصناعية ومحطة حلب للقطارات ومركز تجمع أقطان فيها أكبر سوق للمواشي في حلب. يبلغ عدد سكانها 20 الف نسمة وفي عام 1996 م أصبحت تابعة لتنظيم المدينة وأصبحت حي من أحياء حلب.
أقيم فيها في عام 2017 مخيم للأهالي النازحين من مناطق القتال ونيران الحرب في ريف حلب. جبرين مركز أقتصادي وتجاري كبير وهي كلمة أرامية تعني القوة والشدة.